# Bahía de Manila
La bahía de Manila es una amplia bahía localizada en la costa suroccidental de la isla filipina de Luzón, uno de los mejores puertos naturales del mundo, que sirve como tal a la capital de Filipinas, Manila. La boca de entrada tiene 19 km de anchura y se extiende hasta 48 km.
En cada lado de la bahía hay pequeños picos volcánicos recubiertos de vegetación tropical; 40 km al norte está situada la península de Bataan y al sur la provincia de Cavite. En la entrada de la bahía existen diversas islas, entre ellas la mayor y más conocida de todas, Corregidor, a 3 km de Bataan y que junto con la isla de Caballo separa la boca de la bahía en dos grandes canales.
El lugar fue escenario de la batalla de Cavite durante la guerra hispano-estadounidense y el sitio de Corregidor en 1942, durante la invasión japonesa de Filipinas.

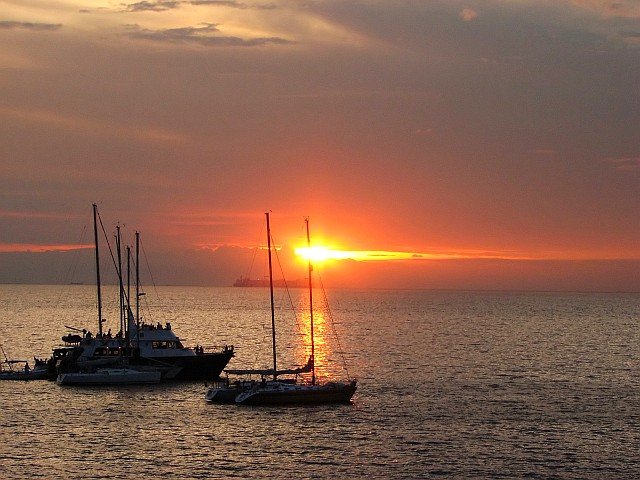
Vista de la bahía de Manila desde Bay City en Pasay (cerca de SM Mall of Asia).

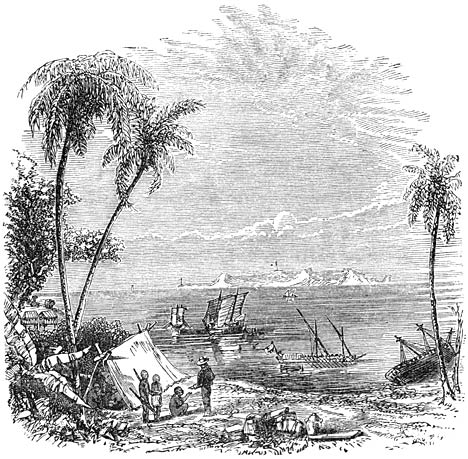
Manila Bay, principios de 1800s (Baie de Manille, de Aventures d'un Gentilhomme Breton aux iles Philippines, publicado en 1855.

- Datos: Q676154
- Multimedia: Manila Bay / Q676154